# 幹你娘
姦恁娘（亦作姦爾娘、姦汝娘等），現往往以官話訛寫為幹你娘，相當於普通话的肏你媽，粵語的屌你老母。閩語福州話的“汝奶”（普通話空耳写作“撒女內”）。在台灣被視為國罵，諱稱「三字經」。現代馬來西亞新加坡閩南語成為了“kannina”，書面簡稱“knn”。原屬臺灣閩南語髒話，但現今已不限於以閩南語為母語的人使用。「幹你娘」字面意思為「姦淫你媽」，但罵人者不是真的希望從事此項行為，大多是想藉由此侮辱對方，代表自己在權威上凌駕於對方之上，已偏離其字面意義。現今，此一粗話也被延伸出更多樣貌的變體為民間所流傳，像有些人會加尾音，變成「幹你娘嘞（姦恁娘咧）」，或跟“膣屄”一起罵，合稱「幹你娘膣屄（姦恁娘膣屄）」。2017年，中研院等團隊發表称，17世紀西班牙人殖民台灣期間之《漳州話詞彙》（西班牙語：Vocabulario de la Lengua Chio Chiu）已出現「姦你母」一詞。而在中国大陆，相近意思词语有肏你媽。
一般用法亦可省稱為「姦」（kàn，罵人時為，現往往以官話訛寫為「幹」）。此外，恁（lín）、汝（lí）與爾（ní）皆有「你」或「你的」之意，可互相替換。作為一個名詞於一段敘述之內，有時會以委婉說法「問候別人的母親（家人）」替代。通常
當作驚訝時的語助詞來使用。

## 詞源考究
此詞在闽南、臺灣、東南亞乃至歐美海外華人地區非常流行，包括了福建泉州、漳州、廈門與台灣等地。1921年日本民俗學者片岡巖所著的《臺灣風俗誌》即收有「姦爾老母」（カンニーラウプ）、「姦爾娘嬭」（カンニーニウレー）等詞。
文學上此詞可能首見於1951年的《聯合副刊》，由司馬一荻描述台北一位按摩女的短篇散文《雨夜笛聲》，按摩女對流氓的台語對罵中出現。此用語具高度冒犯性，使用者容易被界定為水準較低下的人。不過，若有人以此為口頭禪或問候語，而能被對話者所諒解的話，雙方不會因此發生衝突，情形一如世界上其他侮辱性用語，也因此有玩笑話稱：「承諾就像『姦恁娘』：說得到卻做不到」。

### 詞用種類
「姦恁娘」在詞用上的應用大抵可分兩種：
穢語：
無意義的髒話，純粹只是自己發洩情緒的發語詞（類似英文或）或語助詞（類似）來加強語氣（可放在句中或句末）。
詈語：
必須有他人作為辱罵賓語，比較具攻擊性。

### 詞類比較
「姦」同於英文的，英文中一詞即「姦恁娘」之意，但英文不會用來罵人。
此外，「姦恁娘」的字面意思並不同於英語的侮蔑用語「motherfucker」，因該詞是表示近親亂倫之辱罵語，類似於中國小說（如《水浒传》、《古今談概》、《堅瓠首集》）中的「直娘賊」。

## 各方觀點
女性主義其中有這樣的說法，認為以姦、做愛等性用語來作為攻擊或羞辱被攻擊者，是將女性（母親或妹妹）視為被攻擊者的所有物的歧視行為，所以這樣的言語也是歧視女性。

## 延伸用詞

### 姦恁娘
- 姦恁娘膣屄 / 姦恁娘膣毴（幹林娘機掰），同普通話「肏你媽個屄」。
- 姦恁娘老膣屄（幹林娘老雞掰），同廣東話「屌你老母臭閪」。
- 姦恁老母（幹你老木）同廣東話「屌你老母」。
- 恁娘咧（你娘勒），為「姦恁娘咧」之省略。
- 恁娘較好（你娘卡賀 / -好 / -厚）
- 幹你媽（現代標準漢語）
- 幹你媽的屄（現代標準漢語），亦可略作「（幹）（你）媽的」。
- 另有「姦恁蜊仔(幹你蜆仔，)」等更隱晦的說法。

### 姦
- 姦甲會牽絲（幹到會牽絲）[6]

形容性交時或之後性器官上的體液，如陰道分泌液、精液，或兩者之混合液所形成之黏液絲狀。
「你」亦可代換為第三人稱「他」。而對象已可從「母親」代換為其他受格，包括「妹」、「爹」、「爸」（杯）、「老爸」（老杯、老頭、老子）、「大爷」、「祖媽」、「祖先」、「祖宗十八代」等。其表達之辱罵義均同，只是辱罵攻擊深入義大小之別而已。臺灣人流行罵人「姦爾老師」（幹你老師）。

## 其他漢語的相似詞彙
在汉语的部分方言中，存在著與「姦恁娘」的同義詞，包括了：
- 屌你老母（粵語）

「屌」俗作（粵拼：diu2。参见：屌），網絡上经常写作“DLLM”，或是读音相近的英文“deal late no more”或“delay no more”。
- 𠚺汝奶（闽语福州话）

有時用普通話空耳写作“撒女內”。
- 扑你姨、扑你阿母（闽语潮汕话）
- 肏你媽（官话普通話；注音：ㄘㄠˋ ㄋㄧˇ ㄇㄚ；參見草泥马）

「肏」一般為求隱晦或避開規制，网上改為音近之「操」、「曹」或「草」（「艹」），亦有倒放空耳而产生的“阿米诺斯”。
- 透你妈（晉語太原话）

透在太原话中读作 t'əu ，而肏读作 ts'au。
- 娘戏屄（吴语寧波話，吳語協會拼音：Nyan shi phih）

听起来像普通话的“娘閪屄”、“娘戏撇”、“娘希匹”。蔣介石是寧波奉化人，這句髒話因而在中國大陸成為了他在小說及影視作品中的刻板印象。
- 戳㑚娘（吴语上海話，吳語協會拼音：Tsheh na niang）

听起来像普通话的“册那娘”。
- 屌若姆（客家话）

有時用普通話空耳写作“屌娘妹”。
- 戳目娘（贛語南昌话）

有时写作“戳木娘”或“CMN”。
- 妈卖屄（四川话）

经常写作“妈卖批”或“MMP”。
- 进乃妈（胶辽官话）

在其他漢語方言中，「姦」的對應字詞還有：
- 尻（河南话）[10]

在台灣國語中作「我靠」。
- 入（四川话、中原官话）

也作“𠂉”，经常写作“日”。
- 賊（陕西话）
- 嬲（湘语）

湘语读音：nia4 ，汉语拼音：niǎo，注音為ㄋㄧㄠˇ。 “嬲”在其他的地方有戏弄、调戏、糾纏，攪擾或生气的意思，但在湘语则等同于“幹”，常用句为：「嬲你妈」、“嬲你妈妈别”。
- 进（胶辽官话）

## 大眾文化

### 文化交流
- 外國人取中文名時，造成不雅的諧音。[11][12]

### 歌曲
- 歌手羅百吉的歌《幹你娘》，歌詞只有「幹你娘」三個字。[13]
- 音樂人、吉他演奏家陳明章的《酒空成仔的那條歌》，歌中就有：「幹你娘！衝啥小，麥抵遐亂」（姦你娘!創啥潲，莫佇遐亂。）。[14]
- 歌手謝和弦的歌《幹你娘雞掰》，MV多次出現香港反送中事件畫面。[15]

### 網路
- 基於「幹你娘」的諧音的「贛林老木」[16] (或「江西你老木」) 、「甘霖老杯」是網路上流傳的笑話；此外還有「甘寧老師」等等眾多的衍生版本。
- 2009年继百度十大神兽之后的“十大神秘美食”之中有「干泥酿」的条目。[17]
- 2010年楊淑君事件後，台灣駭客入侵亞洲跆拳道聯盟官網，置入「幹你娘」的咒罵語音表示不滿。[18]
- 普通話“肏你媽”的音頻被倒放後就會得到“阿米諾斯”，为了防止被平台识别为脏话而被屏蔽所创。[19][20][21]因B站up主及酷狗音乐音乐歌手达列特哈那汗的“阿米诺斯之歌”迅速走红[22][23][24][25]，后又有哔哩哔哩up主FRA官方虚构出“阿米诺斯联邦共和国”，得到了进一步传播。[26][27][28][29]就此衍生出了“伊巴什”，“阿米諾斯族”，“阿米諾斯国”，“阿米諾斯文明”等迷因。[30]

### 相關扭曲髒話
- 在台灣，有一些人發展出了一些基於「幹你娘」的扭曲髒話，扭曲髒話是一種為了避免直接飆出髒話而刻意將髒話用一些不被視為髒話的諧音字或相關字來代替的現象。

- 其中一個基於「幹你娘」的扭曲髒話的例子是「江西小太陽」，這是因為中國江西省的簡稱為「赣」，正好和「幹」同音；而兒童作家林良的名字和「你娘」諧音，且林良的其中一個暱稱為「小太陽」之故。

- 其他基於「幹你娘」的扭曲髒話有基於諧音的網路用語「蛋營養、老雞排」和「趕羚羊、草枝擺」，也有人把有關詞語配成KTV上載到YouTube。台灣知名樂團五月天於專輯《後青春期的詩》中所收錄的歌曲《春天的吶喊》中即有「看羚羊草枝擺，我愛上大自然」一句。

- 臺灣著名的都市傳說稱泰語的麵包音近臺語「幹你娘」。事實上泰語的麵包（ขนมปัง）發音為「kà-nǒm-pang」，此都市傳說的來源一說是马来西亚有一間麵包公司叫Gardenia，在東南亞頗有名氣，Gardenia拼成泰語是การ์ดีเนีย。[31]

### 電視
- TVB劇集《鐵探》，越南武裝（例如吳廷燁）以越南話辱罵幹你娘。

### 電影
以下列出部分作品：
- 台灣於2007年金馬國際影展中展出的紐西蘭搞笑驚悚片《黯陰羊（英语：Black Sheep (2007 film)）》。
- 電影《悲情城市》中，陳松勇常罵姦恁娘。
- 電影《條子阿不拉》中，扮演阿不拉的柯受良常罵姦恁娘。
- 電影《春秋茶室》中，梁家輝罵過姦恁娘。
- 電影《九降風》中幾位男主角以“姦恁娘”為口頭禪。
- 電影《海角七號》中，很多台詞帶有姦。
- 電影《艋舺》中，很多台詞也帶有姦恁娘。
- 電影《跛豪》呂良偉、鄭則士於戲中以潮州話辱罵姦恁娘。
- 電影《大尾鱸鰻》中，扮演朱大德的豬哥亮常罵姦恁娘。
- 電影《愛出貓》戲中，補習天王教授粗囗應付會考。
- 電影《少年吔，安啦！》中，顏正國和譚志剛都常罵姦恁娘。
- 電影《翻滾吧！阿信》中，扮演阿信的彭于晏、扮演菜脯的柯宇綸及扮演信母的潘麗麗都罵過姦恁娘。
- 電影《情聖》粵語版中，扮演葉圓的香港知名女演員毛舜筠在假車禍橋段假扮解放軍罵過姦恁娘。
- 電影《低俗喜劇》中，扮演杜惠彰的杜汶澤任何事情也罵"姦恁娘"侮辱他人。

### 飲食
- 中興大學園藝試驗場以番薯作為原料的甘藷酒「甘吟釀」，因與「姦恁娘」諧音獲得知名度。[32][33][34]

### 遊戲
- 《真三國無雙2》中文版，張飛苦戰的時候，也會罵“他媽的”（姦恁娘）。

## 外部連結
- Otto Jespersen,"Mankind, Nation and Individual from a Linguistic Point of View" （页面存档备份，存于）,H. Aschehoug/Oslo,Norway,1925.